# Салютін Руслан Вікторович
Руслан Вікторович Салютін (нар. 7 вересня 1975, місто Вознесенськ, Миколаївська область) — доктор медичних наук за спеціальностями «Хірургія» та «Трансплантологія», лікар вищої категорії, заступик директора Національного інституту хірургії та трансплантології ім. О.О. Шалімова НАМН України з лікувальної роботи.
Розпорядженням Кабінету Міністрів України від 5 березня 2014 р. № 139-р призначений першим заступником Міністра охорони здоров'я України. 1 жовтня 2014 року кабінет міністрів звільнив Руслана Салютіна з посади першого заступника міністра охорони здоров'я.

## Освіта
Освіта вища. У 1998 році закінчив Одеський державний медичний університет. Кваліфікація: Лікувальна справа. Хірургія.
В 2000 році пройшов спеціалізований курс “Ендоскопічні методи оперативного втручання” на базі Інституту хірургії та трансплантології ім. О.О.Шалімова НАМН України.
В 2003 році рішенням спеціалізованої вченої ради Вінницького національного медичного університету ім. М.І. Пирогова присуджено науковий ступінь кандидата медичних наук зі спеціальності 14.01.03 – хірургія, за темою “Порівняльна оцінка ефективності лікування гострого холециститу методами традиційної та лапароскопічної холецистектомії”. (диплом №019321).
В 2005 році пройшов цикл підвищення кваліфікації за фахом «Загальна хірургія» на базі Національного медичного університету ім. О.О. Богомольця.
В 2008 році пройшов спеціалізацію на базі Київської Національної академії післядипломної освіти ім. П. Л. Шупика за фахом «Судинна хірургія».
Доктор медичних наук, за спеціальностями «Хірургія» та «Трансплантологія».
Наукові праці та патенти: 72 наукові праці, 10 патентів на винахід.

## Трудова діяльність
З березня 1999 року по серпень 2003 року працював лікарем хірургом 2-го хірургічного відділення міської клінічної лікарні № 2 м. Одеси.
З вересня 2003 по квітень 2006 року обіймав посаду асистента кафедри загальної хірургії Одеського державного медичного університету.
З квітня 2006 року зарахований на посаду наукового співробітника, а з липня 2008 переведений на посаду старшого наукового співробітника відділу мікросудинної та пластичної хірургії Національного інституту хірургії та трансплантології ім. О.О. Шалімова НАМН України.
З лютого 2010 року в зв’язку з переводом на іншу посаду (директора Координаційного центру трансплантації органів тканини і клітин МОЗ України) займає посаду старшого наукового співробітника відділу мікросудинної та пластичної хірургії за сумісництвом.
Березень 2006 - лютий 2010 — науковий співробітник (старший науковий співробітник) відділу мікросудинної та пластичної хірургії Національного інституту хірургії та трансплантології ім. О.О. Шалімова НАМН України.
Лютий 2010 - березень 2014 — директор Координаційного центру трансплантації органів, тканин і клітин МОЗ України; старший науковий співробітник відділу мікросудинної та пластичної хірургії Національного інституту хірургії та трансплантології ім. О. О. Шалімова НАМН України (за сумісництвом).
Березень 2014 – жовтень 2014  —  Перший заступник Міністра охорони здоров'я України.
Лютий 2015  —  Заступник директора Національного Інституту хірургії та трансплантології ім. О.О. Шалімова НАМН України  з лікувальної роботи.